# نوکیا لومیا ۷۱۰
نوکیا لومیا ۷۱۰ (به انگلیسی: Nokia Lumia 710) یک تلفن هوشمند دارای سیستم‌عامل ویندوز فون است که در اکتبر ۲۰۱۱ از سوی شرکت نوکیا معرفی شد و در دسامبر همان سال قابل دسترس بود. این تلفن هوشمند از نخستین تلفن‌های هوشمند شرکت نوکیا است که دارای سیستم‌عامل ویندوز فون میباشد.